# Tadeusz Dworakowski
Tadeusz Dworakowski (ur. 22 kwietnia 1881 w Chotiaczowie (powiat włodzimierski guberni wołyńskiej), zm. 8 maja 1956 w Penley w Wielkiej Brytanii) – polski ziemianin, właściciel majątku Przewały na Wołyniu, senator w II RP.

## Życiorys

### Wykształcenie
Absolwent gimnazjum w Radomiu (zdał maturę w 1900 roku), studiował mechanikę na Politechnice Warszawskiej (do 1905 roku) i w Petersburgu, ukończył również w 1910 roku Instytut Języków Wschodnich w Moskwie.

### Działalność niepodległościowa
Od 1901 roku był notowany przez Ochranę w Warszawie jako student zaangażowany w działalność patriotyczną, w 1905 roku został usunięty z Politechniki Warszawskiej za udział w strajku szkolnym.
W czasie I wojny światowej był jednym z organizatorów Komitetu Obywatelskiego we Włodzimierzu Wołyńskim, w latach 1915–1918 był delegatem Wołynia w Głównym Komitecie Ratunkowym w Lublinie.

### Dwudziestolecie międzywojenne
W Polsce niepodległej od 1918 roku był starostą we Włodawie, a od 1919 roku w Kowlu, następnie, w latach 1921–1922 był wicewojewodą i p.o. wojewody wołyńskiego. Od 1923 roku pracował jako dyrektor, a od połowy lat 30. – wiceprezes Związku Ziemian Wołynia.
Był wieloletnim członkiem Komisji Ziemskiej w Łucku. Politycznie związany z BBWR.
W kadencjach 1930–1935 i 1935–1938 był senatorem III i IV kadencji wybranym z województwa wołyńskiego. W kadencji 1930 roku pracował w komisjach: komisji administracyjno-samorządowej (był jej sekretarzem), oświaty i kultury, spraw wojskowych, w kadencji 1935 roku działał w komisjach: administracji (od sesji 1936/37), opieki społecznej (sesja 1925/36), prawniczej i skarbowej (od sesji 1936/37).

### II wojna światowa i po wojnie
17/18 września 1939 roku został aresztowany w Równem. Był więziony w Kowlu, od sierpnia 1940 roku we Włodzimierzu Wołyńskim. Wiosną 1941 trafił do obozu w Starobielsku. Został uwolniony na mocy układu Sikorski-Majski i wstąpił do Armii Polskiej w ZSRR gen. W. Andersa. Po ewakuacji z ZSRR dotarł w 1942 roku przez Iran do Rodezji, gdzie pracował jako nauczyciel historii i łaciny w gimnazjum polskim, następnie przebywał na uchodźstwie w Wielkiej Brytanii. Na wychodźstwie był prezesem Związku Ziemian Wołynia, od kwietnia 1951 mieszkał w Polskim Osiedlu w Penrhos (Walia).

## Ordery i odznaczenia
- Krzyż Oficerski Orderu Odrodzenia Polski (7 listopada 1925)[4]

## Życie prywatne
Jego rodzicami byli Józef, ziemianin i Maria z Woyciechowskich. Miał siostrę, Teresę Szpakowską, żonę gen. brygady Tadeusza Szpakowskiego (1880–1942), szefa gabinetu ministra spraw wojskowych.
Ożenił się w 1912 roku z Zofią z Konopnickich (1888–1967), żołnierzem AK, współpracowniczką Delegatury Rządu RP na Kraj, z którą miał trzech synów:
- Jerzego (1913–1940), podporucznika Wojska Polskiego, więźnia obozu NKWD w Kozielsku, zamordowanego w Katyniu,
- Zygmunta (1918–1944), kaprala podchorążego 27. Wołyńskiej Dywizji Piechoty AK, straconego 12 grudnia 1944 roku na Zamku w Lublinie z wyroku sądu Polski Ludowej
- Tomasza (1920–1942), narzeczonego Krystyny Wańkowiczówny (córki Melchiora Wańkowicza), zastrzelonego przez ukraińskiego milicjanta.

Tadeusz Dworakowski został pochowany na cmentarzu we Wrexham.